# حمله روسیه به ایران (۱۷۹۶)

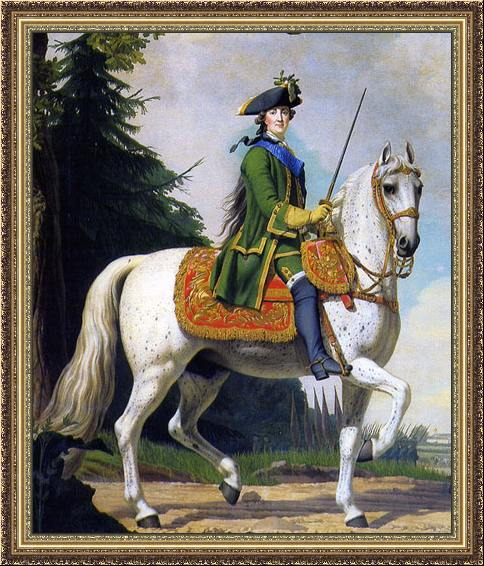
پرتره‌ای از کاترین دوم روسیهاثر ویگیلیوس اریکسن مربوط به سال ۱۷۶۲ میلادی

اردوکشی ارتش روسیه به قفقاز (۱۷۹۶) یکی از سلسله جنگ‌هایی بود که میان ایران و امپراتوری روسیه به وقوع پیوست. در شهریور ۱۱۷۵ (سپتامبر ۱۷۹۶ میلادی)، سپاه روس به فرماندهی ژنرال کنت والرین زوبوف، به نیروهای ژنرال گودوویچ که قبلاً به دربند اعزام گردیده بود، پیوست و قلعه‌های دربند، باکو و تالش را تصرف نموده بر تمام سواحل غربی دریای خزر از مصب رود کر و ارس مسلط شد. سپس ژنرال زبوف از جلگه شیروان و از کنار ساحل، وارد دشت مغان شد و از رود ارس گذشت. دسته دیگری از سپاهیان روس، لنکران را اشغال کردند لذا آذربایجان و رشت مورد تهدید قرار گرفتند. آقا محمد خان قاجار برای سرکوب آنان عازم قفقاز شد اما هنوز به آنجا نرسیده بود که در ۱۹ آبان ۱۱۷۵ (نهم نوامبر ۱۷۹۶) میلادی، کاترین دوم تزاریس روسیه درگذشت و پس از او پل اول بر تخت حکومت نشست و با تغییر سیاست‌ها توسط او، ارتش روسیه خاک اشغال شده ایران و حتی گرجستان را ترک گفتند. سپس آقا محمد خان با حمله به تفلیس و فتح آن شهر، از شهرهای لنکران در جنوب قفقاز تا گرجستان در شمال را ضمیمه ایران و شورشیان طرفدار روس را قتل عام کرد.

## شرح درگیری

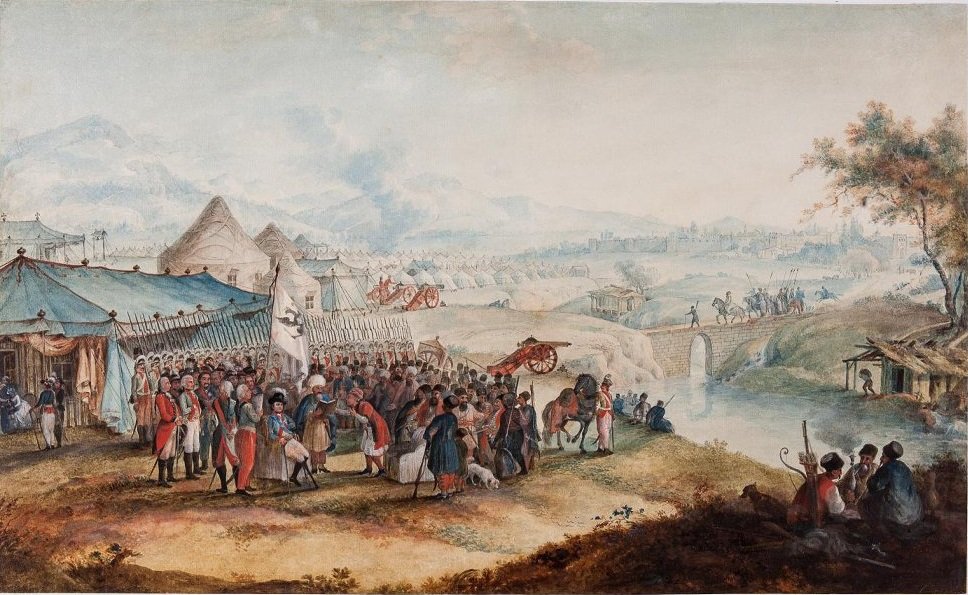
سوگند یاد کردن قاسم خان در میان سپاه روسیه به فرماندهی کنت و.ا. زوبوف در کنار رودخانه آکسوچای

جنگ ایران و روسیه در سال ۱۷۹۶ میلادی یک درگیری نظامی بین امپراتوری روسیه و ایران بر سر کنترل قفقاز جنوبی بود.
در تابستان ۱۷۹۵ میلادی، لشکر آقامحمدخان قاجار، شاه ایران، به قفقاز جنوبی یورش برد. خان‌‌های گنجه و ایروان نیز به او پیوستند. در ۱۱ سپتامبر، شاه ایران در کرتسانیسی به ایراکلی دوم، شاه کارتلی و کاختی، شکست سختی وارد کرد و وارد تفلیس شد. پایتخت پادشاهی شرقی گرجستان غارت شد و ساکنان آن کشته یا به اسارت برده شدند. پس از آن، سپاه شاه باقی سرزمین‌های کاختی را ویران کرد.
پیش از تهاجم ایرانی‌ها، ایرکلی دوم با استناد به شرایط پیمان گرجی‌یفسک سال ۱۷۸۳ از امپراتوری روسیه درخواست کمک کرد. در نوامبر ۱۷۹۵، گودوویچ، فرماندار روسی قفقاز شمالی، یک گروه ۳۰۰۰ نفری به فرماندهی سرهنگ سیروخنف (یک گردان از هنگ گرنادیر قفقازی، یک گردان از سپاه تفنگداران قفقازی و ۳۰ قزاق) را به شرق گرجستان فرستاد که در ۱۳ دسامبر (۲۴ دسامبر به تقویم میلادی) به مقصد رسید.
کاترین دوم، امپراتور روسیه، قصد داشت قفقاز جنوبی را تحت سلطه امپراتوری روسیه درآورد و مرتضی قلی خان، برادر شاه آقامحمدخان که به روسیه گریخته بود را بر تخت ایران بنشاند. در ۱۹ دسامبر ۱۷۹۵ (۳۰ دسامبر به تقویم میلادی)، یک گروه تحت فرماندهی ژنرال ساولیوف (شامل ۵ گردان پیاده نظام با ۶ توپ، یک اسکادران دراگون، ۴۰۰ قزاق و ۲۵۰ کالماک) از قزل‌یر به سمت دربند، که تحت کنترل شیخ علی خان قبه‌ای، متحد شاه بود، حرکت کرد. در فوریه ۱۷۹۶، ساولیوف دربند را محاصره کرد. در ۱۸ آوریل ۱۷۹۶ (۲۹ آوریل به تقویم میلادی)، سپاه قفقاز تحت فرماندهی ژنرال زوبوف (شامل ۸ گردان پیاده نظام با ۲۰ توپ، ۲ تیپ دراگون و ۷ هنگ قزاق، در مجموع ۱۲۳۰۰ نفر و ۲۱ توپ) از قزلیار به سمت دربند حرکت کرد. در مسیر، نیروهای شامخال تارکو، بامات دوم، اوتمی قایتاغ، رستم خان، و میسور تبساران، رستم دوم به آنها پیوستند.

## اشغال دربند
در تاریخ ۲ (۱۳ به تقویم میلادی) مه ۱۷۹۶، سپاه کاسپین به نیروهای ساویلیف پیوست و محاصره‌ی دربند را آغاز کرد و مجموع نیروهای روسی در اطراف دربند به همراه متحدان قفقازی به ۳۵ هزار نفر و ۲۶ توپ رسید. پادگان دربند نیز شامل ۱۰ هزار نفر و ۲۸ توپ بود و شیخ علی‌خان فرماندهی دفاع از شهر را بر عهده داشت. اولین حمله به دربند در تاریخ ۳ (۱۴ به تقویم میلادی) مه انجام، که با شکست مواجه شد. در جریان حمله‌ی دوم در تاریخ ۸ (۱۹ به تقویم میلادی) مه، نیروهای امپراتوری روسیه یکی از برج‌های قلعه را تصرف کرده و شروع به بمباران شهر کردند. در تاریخ ۱۰ (۲۱ به تقویم میلادی) مه، شیخ علی‌خان مجبور به تسلیم شد. پری‌جهان خاتون، خواهر او که به طرفداری از روس‌ها شناخته شده بود، به عنوان حاکم دربند منصوب شد. تلفات روس‌ها در طول محاصره ظاهراً ۱۱۸ کشته (از جمله ۱۱ افسر) بود.

## ادامه درگیری
در بهار ۱۷۹۶ میلادی، ایراکلی دوم و متحدش ابراهیم خلیل خان قره‌باغی، گنجه را محاصره کردند. خان گنجه، جواد خان، نتوانست در برابر محاصره طولانی مقاومت کند و خود را خراج‌گذار ایراکلی دوم شناخت، متعهد به پرداخت خراج شد و زندانیان گرجی را آزاد کرد. ایراکلی دوم نیز با محمدخان، خان ایروان، به همین شرایط صلح کرد.
در ۲۳ مه (۳ ژوئن به تقویم میلادی)، سپاه قفقاز به سمت بادکوبه پیشروی کرد. در ۱۳ ژوئن (۲۴ ژوئن به تقویم میلادی)، حسین قلی‌خان، خان بادکوبه، بادکوبه را به اردوی روس‌ تسلیم کرد. در همان روز، گُردانی به فرماندهی سرلشکر بولگاکوف (۳ گردان پیاده، ۳ اسکادران سواره نظام و ۴ توپ) به سمت قبه حرکت کرد. در ۱۵ و ۱۶ ژوئن (۲۶ و ۲۷ ژوئن به تقویم میلادی)، نیروهای روس بدون جنگ وارد بادکوبه و قوبه شدند. در ۲۳ ژوئن (۴ ژوئیه به تقویم میلادی)، اسکادرانی به فرماندهی دریادار فدوروف (۲ کشتی بمب‌انداز، ۳ فرگات، ۲ بریگانتین، ۲ کشتی حمل و نقل، ۳ قایق) از آستاراخان به بادکوبه رسید. سپاه قفقاز تقویت شد و ۲ گردان پیاده و ۱۶۶ قزاق از دریای سیاه به آن ملحق شدند.
۲۰ ژوئن (۱ ژوئیه به تقویم میلادی)، در جریان حرکت سپاه قفقاز به سمت شماخی، شیخ علی خان به داغستان گریخت. قاضی‌قُمُخ خان، سورخای‌خان دوم نیز به او پیوستند. زوبوف، بلغاکوف را برای مقابله با آنها فرستاد. ۱ (۱۲ به تقویم میلادی) اکتبر، در نزدیکی روستای آلپان، سپاه شیخ علی خان و سورخای‌خان دوم، گروهی به فرماندهی سرهنگ دوم باکونین (۵۰۰ سرباز با ۲ توپ) را محاصره کردند. هنگ پیاده‌نظام اُگلیتسکی به فرماندهی بلغاکوف با ۴ توپ، محاصره باکونین را شکست. در جریان نبرد، روس‌ها ۲۴۴ نفر از جمله سرهنگ دوم باکونین را از دست دادند. تلفات ایرانی‌ها نیز تا ۲۰۰۰ کشته و زخمی تخمین زده می‌شود.
در همین زمان، سپاه قفقاز به پیشروی خود در جنوب ادامه داد. در تابستان ۱۷۹۶، خان‌های شروان و شکی، خود را رعایای امپراتوری روسیه اعلام کردند. ۲۱ اکتبر (۱ نوامبر به تقویم میلادی)، برای پیوستن به گروه سیروخنوف، زوبوف، ۴۰۰۰ نفر را به فرماندهی سرلشکر ریمسکی-کورساکوف به گنجه فرستاد. ۲۱ نوامبر (۲ دسامبر) سپاه قفقاز به منطقه تلاقی رودخانه‌های کور و ارس رسید. زوبوف برای حمله به ایران آماده می‌شد. ۱۳ (۲۴ به تقویم میلادی) دسامبر، گروه سرلشکر ریمسکی-کورساکف، گنجه را اشغال کرد.